# Guayacanes
Guayacanes é um município da República Dominicana pertencente à província de San Pedro de Macorís.
Sua população estimada em 2012 era de 37 889 habitantes.